# Магнус II Мекленбургский
Магнус II Мекленбургский (нем. Magnus II., Herzog zu Mecklenburg; 1441 — 20 ноября 1503, Висмар) — правящий герцог Мекленбурга с 1477 года. Происходил из старшей линии Мекленбург-Шверин (I), объединившей все владения Мекленбургского дома. После смерти Магнуса владения были разделены между его сыновьями, ставших основателями линий Мекленбург-Шверин (II) и Мекленбург-Гюстров.

## Биография
Магнус был энергичным и деятельным правителем, ещё при жизни своего отца Генриха IV, всё больше предававшегося наслаждениям, вместе со своими братьями Альбрехтом VI и Иоганном VI принимал активное участие в управлении страной, а вскоре после смерти отца (1477 год) и ранней смерти обоих братьев к 1483 году стал единоличным правителем, поскольку его единственный младший брат Бальтазар практически не интересовался государственными делами. Брат Иоганн умер ещё до отца в 1474 году, оставив невесту Софию Померанскую, на которой герцог Магнус сам впоследствии женился.
Магнус с самого начала стремился сократить долги, непомерно возросшие из-за отцовской расточительности. Он всячески снижал расходы на собственный двор, продал заложенные поместья и суверенные права и с помощью разного рода сборов пытался восстановить финансовое положение. На этой почве он поссорился с двумя ганзейскими городами Ростоком и Висмаром, всегда стремившимися к большей самостоятельности.
В Ростоке в 1487 и 1491 годах началась Ростокская соборная распря, поводом для которой послужило сооружение называвшегося собором коллегиатского монастыря при церкви Святого Якова, с помощью которого герцог Магнус II собирался обеспечить финансирование университета и свои властные полномочия в городе. 12 января 1487 года, в день освящения монастыря, на улице был зверски убит только что назначенный пастор монастыря Томас Роде, а присутствовавшие на церемонии герцоги бежали из города. Сам Магнус II оказался на волоске от смерти и был едва спасён своим ближайшим окружением, закрывшим его в развернувшейся серьёзной схватке. Восстание ремесленников завершилось только в 1491 году после казни их предводителя Ганса Рунге и трёх других его сподвижников, Росток признал монастырь, выплатил крупное денежное возмещение, подтвердил свои привилегии и тем самым снял императорскую опалу и папский интердикт, о наложении которых на Росток позаботились герцоги Магнус и Бальтазар.
Помимо описанной распри, учинённой в собственной стране, Магнус по обычаям того времени, когда правители враждовали за наследство, лены и определение границ территорий между собой и со своими вассалами, не раз принимал самое деятельное участие в конфликтах соседних правителей, участвуя в военных действиях или выступая посредником. За неимением средств Магнусу пришлось отказаться от других проектов на родине, как, например, прокладка канала, соединившего бы Эльбу через Шверинское озеро с Балтийским и Северным морями, или улучшение содержания мекленбургского монетного двора. В 1492 году Магнус утвердил церковный приговор против 27 штернбергских евреев, якобы осквернивших кровоточившие гостии, и те взошли на костёр.
Магнусу II Мекленбургскому удалось обеспечить достойные партии своим двум дочерям. Дочь Анна стала прародительницей гессенской, а София — правящей эрнестинской линии Веттинов, а уже после смерти отца прославилась и младшая дочь Магнуса Катарина, став матерью знаменитого Морица Саксонского.
Магнус умер в 1503 году в Висмаре и торжественно захоронен в Доберанском монастыре.

## Потомки
Магнус был женат на Софии Померанской. У них родились:
- Генрих V Миролюбивый (1479—1552), герцог Мекленбург-Шверина
- Доротея, (1480—1537), с 24 февраля 1498 года аббатиса Рибницкого монастыря
- София (1481—1503), замужем за Иоганном Твёрдым
- Эрих II (1483—1508), герцог Мекленбург-Шверина
- Анна Мекленбургская (1485—1525), ландграфиня Гессенская
- Катарина Мекленбургская (1487—1561), герцогиня Саксонская
- Альбрехт VII Красивый (1486—1547), герцог Мекленбург-Гюстрова